# Acanthomuricea mberea
Acanthomuricea mberea är en korallart som beskrevs av Manfred Grasshoff 1999. Acanthomuricea mberea ingår i släktet Acanthomuricea och familjen Plexauridae. Inga underarter finns listade i Catalogue of Life.